# Paratope

Le paratope est l'extrémité de l'anticorps recevant l'antigène

Le paratope d'un anticorps en est la partie qui assure la fonction de reconnaissance de l'antigène. Chaque paratope reconnaît de façon spécifique une partie de l'antigène, partie appelée épitope. C'est le site de reconnaissance de l'anticorps.
Le paratope se trouve aux extrémités des chaînes lourdes (heavy) et légères (light) d'un anticorps, dans sa partie variable.